# Beatmania IIDX 8th style
Beatmania IIDX 8th style est un jeu de rythme qui fait partie de la série des Beatmania IIDX.

## Système de jeu
Consiste en un contrôleur style DJ avec 7 touches et une table tournante. 
Le but du jeu est d'appuyer sur les touches dans le bon timing, produisant ainsi a chansons.

## Nouveautés
Beatmania IIDX 8th Style rend l'obtention du stage bonus encore plus difficile.

## Liste des chansons (nombre)
- Les difficultés sont sur une échelle de 1 à 7
- Plusieurs chansons n'ont pas de difficulté another
- Si la chanson contient différent BPM (Beat per minute), ils sont indiqués dans l'ordre des changements de vitesse